# ミッドナイトブルー
ミッドナイトブルー（英語：midnight blue）は、色のひとつ。真夜中の闇を思わせる暗い青色を指す。

## Webカラーにおける定義
ウェブカラーでは、色指定時に"midnightblue"と記入すると、右図のような16進数表記であらわされる色が発色される。

## JISにおける定義
日本工業規格におけるJIS慣用色名のひとつ。「ごく暗い紫みの青」とされ、右図のようにマンセル値が定義されている。

## 近似色
- 群青
- 藍色
- インディゴ
- 青
- 紺色
- ネイビー（濃紺）
- 黒橡 - 色彩学者の長崎盛輝は、この色の英名を「ミッドナイト ブルー」と紹介している。